# Malosofiivka, Krînîcikî
Malosofiivka (în ucraineană Малософіївка) este un sat în comuna Huleaipole din raionul Krînîcikî, regiunea Dnipropetrovsk, Ucraina.

## Demografie
Componența lingvistică a localității Malosofiivka
     Ucraineană (92,36%)
     Rusă (4,27%)
Conform recensământului din 2001, majoritatea populației localității Malosofiivka era vorbitoare de ucraineană (92,36%), existând în minoritate și vorbitori de rusă (4,27%) și armeană (2,92%).